# Ploërmel Comunitat
La Ploërmel Comunitat (en bretó Kumuniezh kumunioù Ploermael) és una estructura intercomunal francesa, situada al departament d'Ar Mor-Bihan a la regió Bretanya, al País de Ploërmel - Cœur de Bretagne. Té una extensió de 194,55 kilòmetres quadrats i una població de 15.709 habitants (2009).

## Composició
Agrupa 7 comunes :
1. Campénéac
2. Ploërmel
3. Gourhel
4. Loyat
5. Monterrein
6. Montertelot
7. Taupont